# Clausicella townsendi
Clausicella townsendi är en tvåvingeart som först beskrevs av Charles Howard Curran 1931.  Clausicella townsendi ingår i släktet Clausicella och familjen parasitflugor.
Artens utbredningsområde är Puerto Rico. Inga underarter finns listade i Catalogue of Life.